# Апуримак
Апурѝмак (на испански: Apurímac) е един от 25-те региона на южноамериканската държава Перу. Разположен е в южноцентралната част на страната. Апуримак е с площ от 20 895,79 км². Регионът има население от 405 759 жители (по преброяване от октомври 2017 г.). Апуримак е и името на река в региона. Името на езика кечуа означава „където боговете си говорят“.

## Провинции
Апуримак е разделен на 7 провинции, които са съставени от 80 района. Някои от провинциите са:
1. Грау
2. Котабамбас